# Oldřichovská vrchovina
Oldřichovská vrchovina je geomorfologický okrsek Jizerské hornatiny o rozloze 16,45 km², nacházející se v její západní části. Je součástí rozvodní oblasti vymezující Lužickou Nisu a Smědou. Nejvyšším bodem je Špičák (723,6 m n. m.). Dalším vrcholům patří Kopřivník (598,1 m n. m.), Ostrý hřeben (713,5 m n. m.), Stržový vrch (710,0 m n. m.) nebo Oldřichovské sedlo (478 m n. m.). Vrchovina je zcela zalesněná, a to především smrkovými porosty, které se vyskytují v západních částech, a dále smíšenými až listnatými lesy na zbývajícím území. Na severním okraji se nachází Šolcův rybník, v němž žije rak říční (Astacus astacus) či škeble rybničná (Anodonta cygnea).
Oblast je součástí chráněné krajinné oblasti Jizerské hory a národní přírodní rezervace Jizerskohorské bučiny. Vede tudy také naučná stezka pojmenovaná Oldřichovské háje a skály. Zdejší terény využívají také příznivci horolezení.